# La Caillère-Saint-Hilaire
La Caillère-Saint-Hilaire – miejscowość i gmina we Francji, w regionie Kraj Loary, w departamencie Wandea.
Według danych na rok 1990 gminę zamieszkiwało 1088 osób, a gęstość zaludnienia wynosiła 71 osób/km² (wśród 1504 gmin Kraju Loary La Caillère-Saint-Hilaire plasuje się na 539. miejscu pod względem liczby ludności, natomiast pod względem powierzchni na miejscu 762.).